# Спадщанське озеро
Спадщанське озеро — гідрологічна пам'ятка природи місцевого значення в Україні. Об'єкт природно-заповідного фонду Сумської області. Площа 15,3 га. Як об'єкт ПЗФ створений 15.04.1975. Розташована посеред с. Спадщина. Озеро природного походження в долині р. Сейм, має джерельний тип живлення. У складі Регіонального ландшафтного парку «Сеймський».